# Syngamia violescentalis
Syngamia violescentalis là một loài bướm đêm trong họ Crambidae.